# 布立吞亞支
布立吞亞支又譯為布利屯亞支或布里索尼亞支，為海島凱爾特語支的其中一支凱爾特語言。布立吞這個譯名源自於威爾斯語的 brython，意思是「古代不列顛人」。由於相對於蓋爾亞支的語言保留了原始印歐語系音素 *kw 的 c，布立吞亞支已將它轉為 p，故布立吞亞支有時也被稱為 P 凱爾特語，但這樣的命名法也意味著接受了 P 凱爾特語的假設，而非海島凱爾特語的假設（詳見凱爾特語族的討論）。
主要的布立吞亞支語言是威爾斯語及布列塔尼語，殘留到至今，如今這兩種語言已經分別成為當地英語和法語以外的族群語言。康瓦爾語曾在十八世紀末接近滅亡，但後來在二十世紀又被復興了。此外還有兩種已滅亡但仍值得注意的布立吞亞支語言，分別是坎伯蘭語與皮克特語（Kenneth H. Jackson 在研究皮克特語的少數留存的語例後，於1950年代提出他的看法，認為皮克特語不是屬於印歐語系，不過這樣的說法未獲得多數學者的接受）。

## 譜系
- 布立吞亞支
  - 西布列塔尼語
    - 古威爾斯語
      - 中古威爾斯語
        - 威爾斯語

    - 坎伯蘭語

  - 西南布列塔尼語
    - 布列塔尼語
    - 康瓦爾語

  - 皮克特語（可能不屬於印歐語系或凱爾特語族）

## 歷史
現今所有布立吞亞支的語言，都是源自於一種稱為通用布立吞語（或稱為古布立吞語、原始布立吞語）的共同始祖，這種古老的語言又可追溯至西元前1500年被帶到不列顛島的原始凱爾特語（Hawkes, 1973）。有一度，布立吞語言曾遍及福斯河與克萊德河以南的大不列顛，甚至可能及於曼島。有一個激進的說法更認為，布立吞亞支的語言可能先 Q 凱爾特語言之前到達愛爾蘭島上（後者可能是來自法國的 Quarietii 部落），不過 Dillon 和 Chadwick 此兩位語言學者認為這樣的說法不太可信。
在羅馬人佔領不列顛島這段期間（43年-425年），通用布立吞語自拉丁語借了大量字彙，這些字彙都是一些原本未接觸到都市化生活的不列顛凱爾特人所不熟悉的概念，例如戰術和都市相關的事物，而甚至有些很基本的字彙也都被取代（最為人所知的，就是後來布立吞語支的 "魚"全源自拉丁語的 piscus，而非他們原本自己語言裡有的單字 *iskos）。如今約有八百多個拉丁語借字都還可在現今的三種布立吞語支的語言中找到。
約在此時，通用布立吞語開始分裂成兩大方言，分別是西南部方言與西部方言（還可加上第三種被使用於現今英格蘭的方言，雖然這點沒有多少證據）。之後在羅馬統治末期及六世紀左右，這兩大方言已經各進一步分化為不同的語言：西邊一支演變成坎伯蘭語和威爾斯語，而西南部一支則變成康瓦爾語和它的姊妹語言布列塔尼語。布列塔尼語在之後盎格魯-撒克遜人入侵時，被流亡者從英國南方帶到法國的阿摩里卡。
就在這時候，原本在蘇格蘭、曼島、和英格蘭的布立吞亞支語言，也被說著蓋爾亞支語言和古英語的入侵者取代了。

从原始凯尔特语到威尔士语与康威尔语的辅音变化概括于下表：
| 原始凯尔特语辅音 | 晚期布立吞语辅音 | 威尔士语辅音 | 康威尔语辅音 |
| ---------------- | ---------------- | ------------ | ------------ |
| *b-              | *b               | b            | b            |
| *-bb-            | *-b-             | b            | b            |
| *-VbV-           | *v/b?            | f /v/        | v            |
| *d-              | *d               | d            | d            |
| *-dd-            | *-d-             | d            | d            |
| *-VdV-           | *-d-? -ð-        | dd /ð/       | d            |
| *g-              | *g-              | g            | g            |
| *-gg-            | *-g-             | g            | g            |
| *-VgV-           | *-VjV-           | (lost)       | (lost)       |
| *h-              | (lost)           | (lost)       | (lost)       |
| *-h-             | (lost)           | (lost)       | (lost)       |
| *j-              | *i-              | i            | i            |
| *-j              | *-ð              | -dd /ð/      | -dh /ð/      |
| *k-              | *c-              | c /k/        | k            |
| *-kk-            | *-cc-            | ch /x/       | gh /h/       |
| *-VkV-           | *-c-? -g-?       | g            | g            |
| *kʷ-             | *p-              | p            | p            |
| *-kʷ-            | *-b-             | b            | b            |
| *l-              | *l-              | ll /ɬ/       | l            |
| *-ll-            | *-l-             | l            | l            |
| *-VlV-           | *-l-             | l            | l            |
| *m-              | *m-              | m            | m            |
| *-mb-            | *m? mb?          | m            | m            |
| *-Cm-            | *m               | m            | m            |
| *-m-             | *v? m?           | f /v/        | v            |
| *n-              | *n-              | n            | n            |
| *-n-             | *-n-             | n            | n            |
| *-nd-            | *n / nn          | n, nn        | n, nn        |
| *-nt-            | *nt / nh         | nt, nh       | n, nn        |
| *r-              | *r-              | rh /r̥/       | r            |
| *-r-             | *-r-             | r            | r            |
| *s-              | *h-, s           | h, s         | h            |
| *-s-             | *-s-             | s            | s            |
| *t               | *t               | t            | t            |
| *-t-             | *-d-? -t-?       | d            | dh /ð/       |
| *-tt-, *-ct-     | *th? *tt?        | th /θ/       | th /θ/       |
| *w-              | *v-              | gw           | gw           |
| *sw-             | *hw-             | chw /xw/     | hw /ʍ/       |
| *VwV             | *w               | dd /ð/       | dh /ð/       |
| final vowel      | Vh               | Vch V/x/     | Vgh V/h/     |

## 語言的遺跡
雖然大部分的地名都已經被英語化了，我們仍可從許多地名找到布立吞亞支語言所留下的痕跡：很多英格蘭及少部分蘇格蘭的地名都是源自布立吞亞支語言的命名，包括倫敦（London）、邓巴顿（Dumbarton）、約克（York）、多切斯特（Dorchester）、多佛（Dover）、及科尔切斯特（Colchester）。許多地名的組成詞素都全部或部分源自布立吞亞支語言，例如 bre-、bal-、和 -dun 原意是「丘陵」，carr 意思是「地勢高的岩地」，coomb 則為「小深谷」。
直到之前都還有人相信在盎格魯撒克遜人到達這些地方以前，布立吞人就已經遷走，然而新的遺傳學研究顯示，不列顛人並未推進至這些凱爾特人的勢力範圍 —— 許多凱爾特部落仍然居住在之後成為英格蘭的範圍（參見 C. Capelli 等人的研究：'A Y chromosome census of the British Isles'。Current Biology 13，979–984，(2003)）；伯明罕大學的 Steven Bassett 曾在1990年代提出說法，認為當初盎格魯人和撒克遜人並沒有在現今西米德蘭一帶做大規模的殖民，而 Capelli 的發現更加強了他的論點。
很多境內地名的組成詞素如 hubbub「騷動」、peat「泥炭」、bucket「吊桶」、crock「瓦缸」、noggin「小杯子」、gob「唾沫」、nook「隱匿處」，及「獾」的方言名稱 brock（威爾斯語：broch；及蘇格蘭蓋爾語：broc），都源自布立吞語言，但一般認為除此之外，它對英語字彙就沒有更深的影響。不過有個爭議的說法認為，英語中委婉構句的用法比之在其他日耳曼語族語言的應用還更廣泛，而這很可能就是來自布立吞亞支語言的影響。
一些學者認為英語的句法很多都來自布立吞語言的影響，例如英語中針對動詞形式所調整的附加問句（isn't he?、won't we? 等等）：在其他語言中，如德語的 nicht wahr? 和法語的 n'est ce pas? 是固定形式，幾乎可以用在所有的句型，但英語的附加問句卻必須隨之前的動詞形式調整它的附加問句，正好和威爾斯語的用法即為相似。但這說法還未被廣泛接受，因為也有可能威爾斯語的用法反而是借自英語。
另一個很明顯但卻鮮為人知的，是布立吞語言對蘇格蘭蓋爾語的影響反而很廣，遠比對英語的影響還多。例如蘇格蘭蓋爾語的 Beinn「山」（借至英語變成 Ben）就可能源自布立吞語言的 pen「頭」。

## 外部連結
- Ethnologue 對布立吞亞支語言的報告 （页面存档备份，存于）